# Täby (commune)
La commune de Täby est une commune suédoise du comté de Stockholm. Environ 72 500 personnes y vivent (2020). Son chef-lieu se situe à Täby. Une des attractions de la ville est son centre commercial, Täby Centrum, l'un des plus grands de Suède.

## Géographie
La commune est située dans la partie sud-est de la région de l'Uppland, elle est bordée à l'est par Stora Värtan et la mer Baltique. 
La commune de Täby borde la commune d'Österåker à l'est, la commune de Danderyd au sud, la commune de Sollentuna et la commune d'Upplands Väsby à l'ouest et la commune de Vallentuna au nord, toutes situées dans le comté de Stockholm.
Environ quarante pour cent de la superficie de la municipalité sont bâtis.
Des parties de l'ancien paysage naturel et culturel subsistent au nord, comme sur les rives du lac Vallentunasjön. 
Des prairies existent encore à Prästgården et Skogberga. Au nord-est se trouve Fågelsångsmossen, l'une des rares tourbières surélevées de Stockholm.

## Population
| 1950   | 1955   | 1960   | 1965   | 1970   |
| ------ | ------ | ------ | ------ | ------ |
| 10 343 | 13 053 | 21 413 | 29 754 | 38 406 |

| 1975   | 1980   | 1985   | 1990   | 1995   |
| ------ | ------ | ------ | ------ | ------ |
| 41 307 | 47 105 | 54 185 | 56 714 | 58 833 |

| 2000   | 2005   | 2010   | 2015   | 2020   |
| ------ | ------ | ------ | ------ | ------ |
| 60 197 | 60 594 | 63 789 | 68 281 | 72 755 |

| 2024   | - | - | - | - |
| ------ | - | - | - | - |
| 77 744 | - | - | - | - |

## Localités principales
- Täby (53 122 hab)
- Partie de la localité de Vallentuna (6 767 hab)

## Commerces
- Täby Centrum

## Transport
Du sud-ouest à l'est, la commune est traversée par la route européenne 18, d'ouest en est par la route comtale 265 et du nord à l'est par la route comtale 274.
Le cœur des transports publics est le chemin de fer à voie étroite Roslagsbanan (sv), desservi par Storstockholms Lokaltrafik. 
La Roslagsbanan a joué un rôle très important pour le développement et l'expansion de Täby.
Les trois branches du Roslagsbanan traversent la commune de Täby, la branche vers Österskär via le centre de Täby est celle qui est utilisée par le plus grand nombre d'usagers. 
Les autres gares de cette ligne sont Roslags-Näsby, Galoppfältet, Viggbyholm et Hägernäs.
Sur la ligne Näsbyparklinjen, les gares sont Lahäll, Näsby allé, Näsbypark. 
Sur la ligne de Kårsta, les gares sont Tibble, Ensta, Visinge et Täby kyrkby.
À Täby, il existe également un grand nombre de lignes de bus qui relient toutes les parties de la commune au Roslagsbanan et au métro de Stockholm.

## Jumelages
| Ville | Ville             | Pays | Pays      |
| ----- | ----------------- | ---- | --------- |
|       | Commune de Viimsi |      | Estonie   |
|       | Järvenpää         |      | Finlande  |
|       | Lørenskog         |      | Norvège   |
|       | Reinbek           |      | Allemagne |
|       | Rødovre           |      | Danemark  |

## Galerie

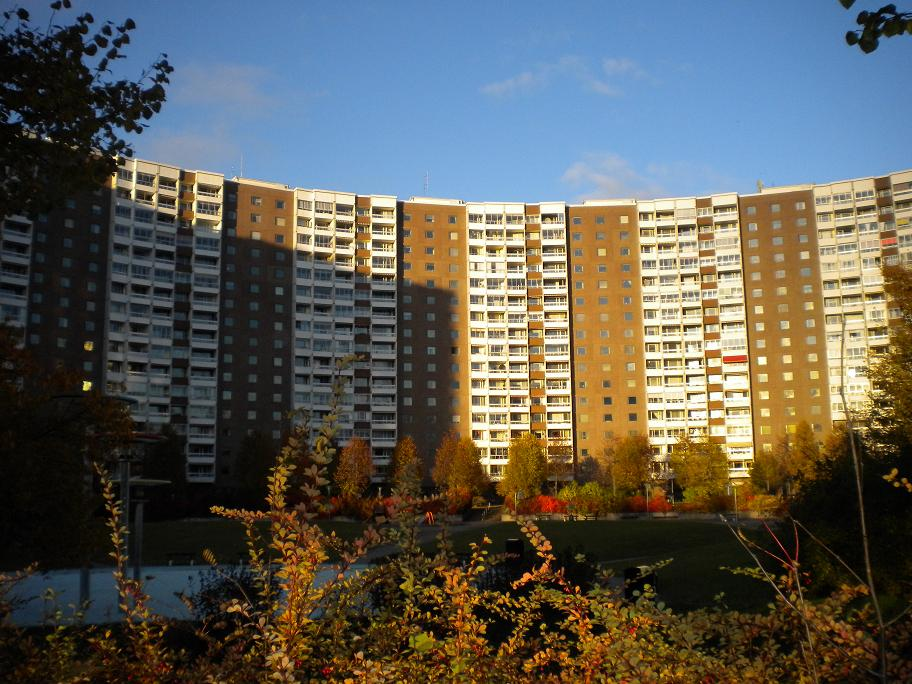
Storstugan.
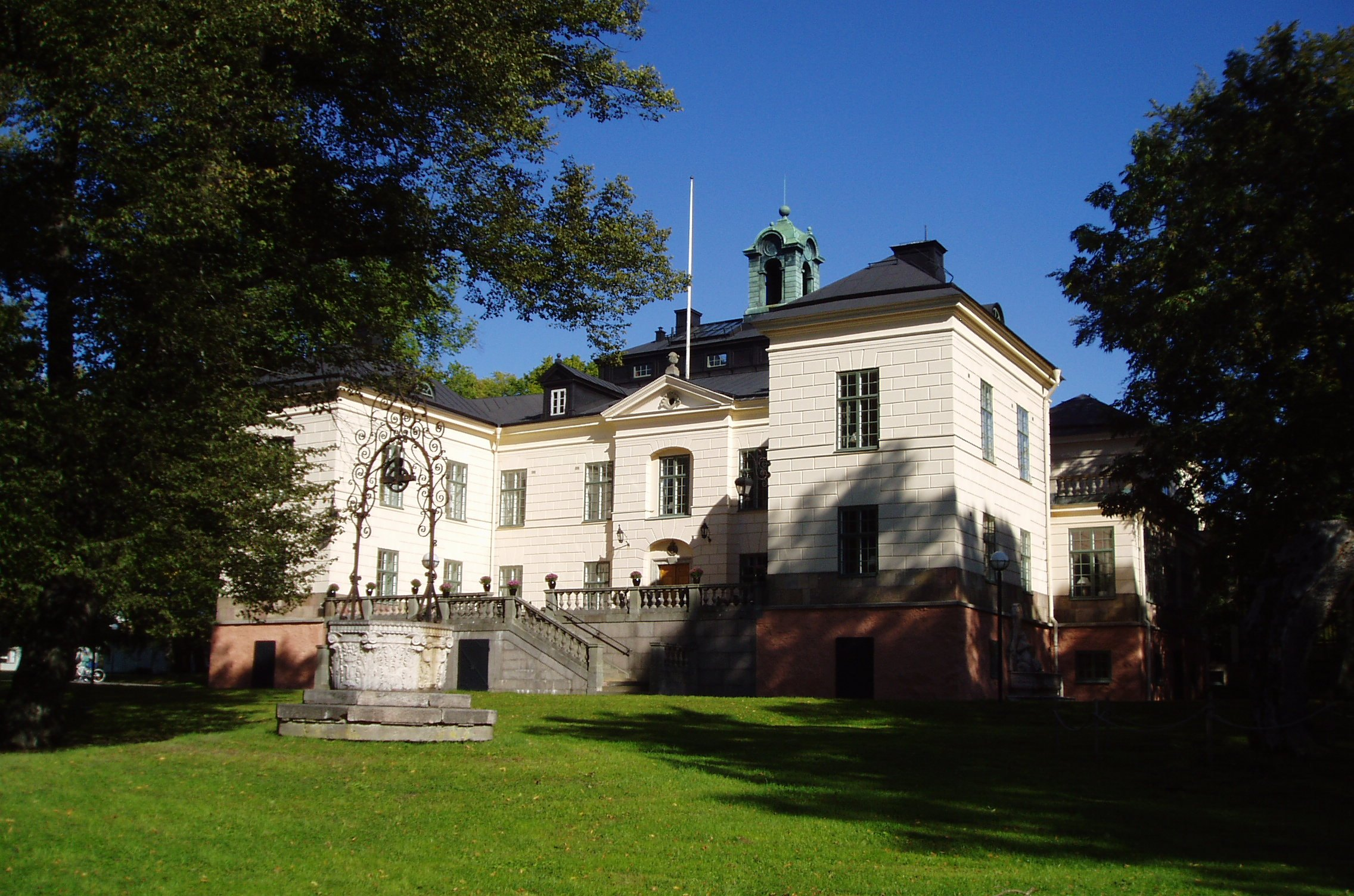
Château de Näsby.
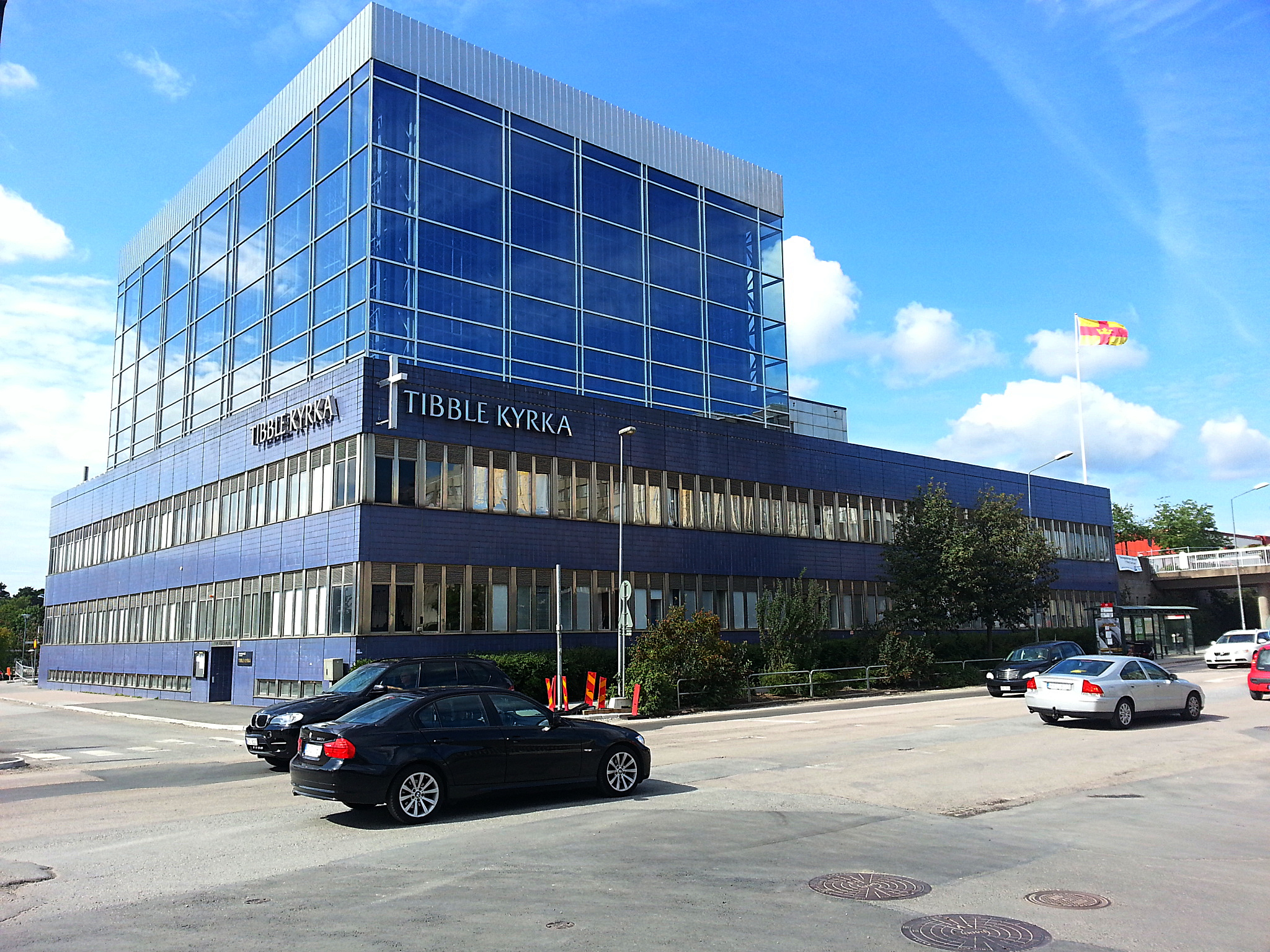
Église de Tibble.

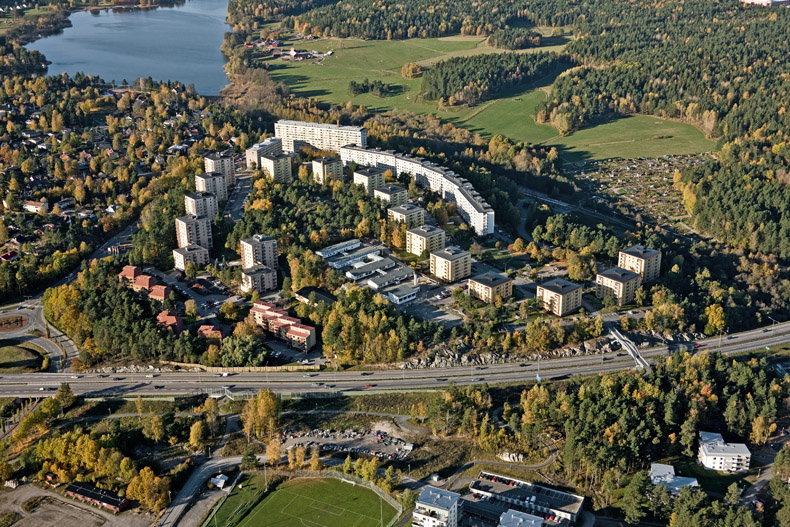
Hägernäs.
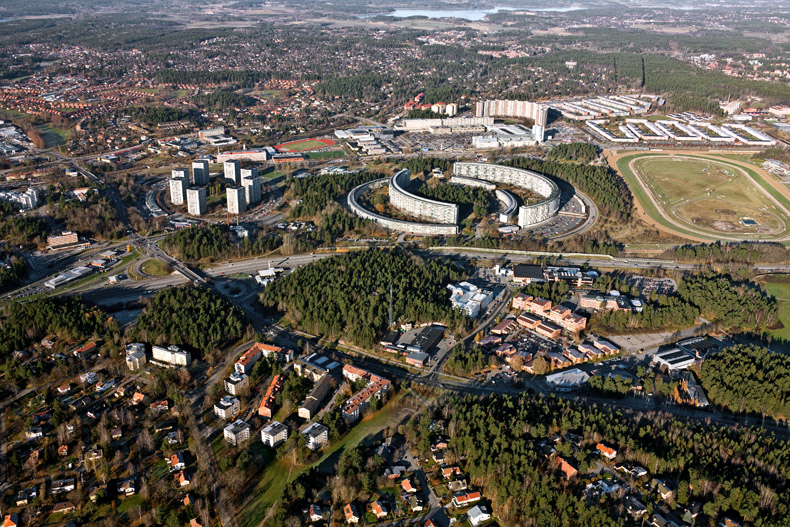
Näsbypark.
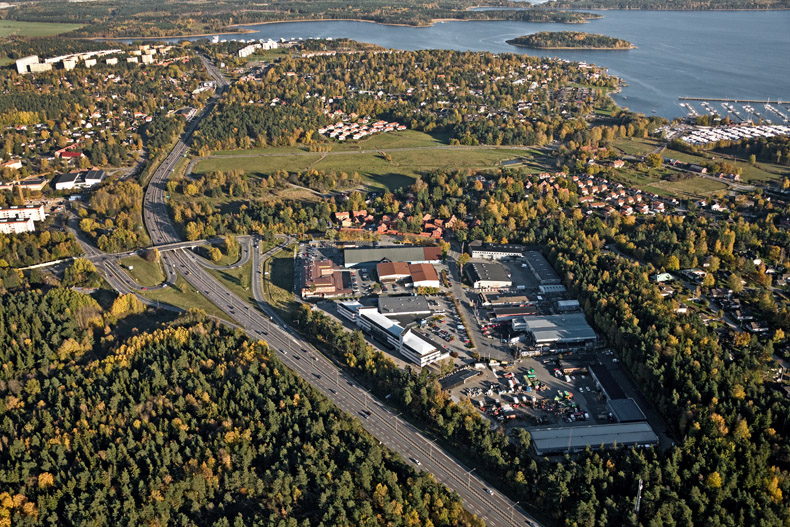
Hägernäs-Viggbyholm.